# Bannykus wulatensis
Bannykus wulatensis (zh. "Media garra del condado de Wulatehouqi") es la única especie conocida del género extinto Bannykus de dinosaurio terópodo alvarezsauroideo que vivió a mediados del período Cretácico, entre el 124 a 113 millones de años, durante el Barremiense en lo que es hoy Asia.

## Descripción
Bannykus wulatensis es conocido por un holotipo parcialmente conservado , cuyo peso se estima en 24 kilogramos. Sobre la base de un análisis histológico, la edad del espécimen se estima en ocho años, por lo que presumiblemente no crecería más. El material encierra la mayor parte del esqueleto . Las características conservadas del cráneo tienen más en común con los alvarezsáuridos posteriores, como Shuvuuia, que con los géneros más antiguos, como Haplocheirus o Xiyunykus. Bannykus, junto con el descrito simultáneamente Xiyunykus cierran una brecha importante en la evolución de Alvarezsauria, los géneros más antiguos, como el Haplocheirus del Jurásico Superior, tienen brazos largos con garras adecuadas para agarrar. Los géneros posteriores del Cretácico superior, sin embargo, tienen extremidades anteriores más especializadas, que son más cortas y tienen una sola garra. El antebrazo de Bannykus más corto que el de los alvarezsaurianos del Jurásico superior, pero más largo que el de alvarezsáuridos del Cretácico superior. Los antebrazos tienen un pulgar extendido, mientras que todos los otros dedos se acortan, lo que indica que ya han perdido la función de agarre.

## Descubrimiento e investigación
El material fósil del holotipo de B. wulatensis se encontró  en la formación Bayin Gobi , que se encuentra en Mongolia Interior, China.  Por lo tanto Bannykus proviene como todos los demás conocido alvarezsáuridos del Jurásico y el Cretácico Superior o Inferior de Asia, lo que sugiere la conclusión de que el grupo tuvo su origen allí. Según un análisis filogenético, la aparición de especies de Alvarezsauria en otros continentes es el resultado de la propagación en lugar de la especiación alopátrica como se sospechó anteriormente.

## Clasificación
La descripción de Bannykus y Xiyunykus se acompaña de un análisis filogenético. Su estado como formas de transición confirma la inclusión de Haplocheirus en el grupo Alvarezsauria. Dentro del grupo, Xiyunykus está más estrechamente relacionado con Tugulusaurus, mientras que Bannykus está más estrechamente relacionado con los alvarezsáuridos que con Xiyunykus . El análisis confirma una posición basal de Alvarezsauria dentro de Maniraptora. El análisis también muestra que la evolución de los alvarezsaurianos fue modular. Las partes delanteras del esqueleto se modificaron antes que las partes posteriores.